# A Peroxa (Burres)
Pour la commune dans la province d'Ourense, voir A Peroxa. Pour la localité de la parroquia de Santiago de Boente dans la province de La Corogne, voir A Peroxa (Boente).
A Peroxa en galicien ou Peroxa en espagnol, est un hameau de la parroquia de Burres dans le municipio de Arzúa, comarque de Arzúa, province de La Corogne, communauté autonome de Galice, au nord-ouest de l'Espagne.
Ce hameau, à ne pas confondre avec d'autres homonymes précédemment rencontrés, est traversée par le Camino francés du Pèlerinage de Saint-Jacques-de-Compostelle.

## Patrimoine et culture

### Pèlerinage de Compostelle
Par le Camino francés du Pèlerinage de Saint-Jacques-de-Compostelle, le chemin vient du hameau de Cortobe dans le municipio (commune ou canton) d'Arzúa.
La prochaine halte est le hameau de Taberna Vella, dans le même municipio d'Arzúa.

## Sources et références
- (fr) Grégoire, J.-Y. & Laborde-Balen, L. , « Le Chemin de Saint-Jacques en Espagne - De Saint-Jean-Pied-de-Port à Compostelle - Guide pratique du pèlerin », Rando Éditions, mars 2006,  (ISBN 2-84182-224-9)
- (fr) « Camino de Santiago St-Jean-Pied-de-Port - Santiago de Compostela », Michelin et Cie, Manufacture Française des Pneumatiques Michelin, Paris, 2009,  (ISBN 978-2-06-714805-5)
- (fr) « Le Chemin de Saint-Jacques Carte Routière », Junta de Castilla y León, Editorial

1. ↑  (es) www.codigospostales.info Codes postaux de La Corogne